# True (песня Spandau Ballet)
«True» — песня британской группы Spandau Ballet, вышедшая 15 апреля 1983 года на лейбле Chrysalis Records в качестве третьего сингла из их третьего студийного альбома True (1983). Она была написана ведущим гитаристом и основным автором песен Гэри Кемпом, чтобы выразить свои чувства к вокалистке группы Altered Images Клэр Гроган. В музыкальном плане на Кемпа повлияли песни Марвина Гэя и Эла Грина, которые он слушал в то время, а в лирическом — Грин и Beatles. Песня «True» заняла первое место в чарте синглов Великобритании (UK Singles Chart) в апреле 1983 года и попала в топ-10 в нескольких других странах, включая США, где она стала первой песней группы, попавшей в Billboard Hot 100.
Кемп хотел изменить звучание Spandau Ballet в сторону соул и использовал в своей работе вновь обретённый интерес участника группы Стива Нормана к саксофону; группа также обновила свой внешний вид, переодевшись в костюмы для клипа на песню и тура. Песня «True» была записана вместе с большинством других треков с альбома в студии Compass Point Studios на Багамах. Альбом True был выпущен в тот момент, когда «Communication», его первый сингл, поднимался в чарте UK Singles Chart. Диджеи с таким энтузиазмом играли заглавную песню, что группа поняла, что она станет их следующим синглом.
С тех пор песня стала фирменным хитом группы. Её перепел Пол Анка в стиле свинг, она использовалась в таких фильмах, как «Шестнадцать свечей» и «50 первых поцелуев», а также в телесериалах, таких как «Американская семейка». Другие исполнители использовали её в своих хитах, в том числе американская хип-хоп группа P.M. Dawn, которая в 1991 году стала номером один в США с песней «Set Adrift on Memory Bliss» (где Гэри Кемп был включён в соавторы).

## Предыстория

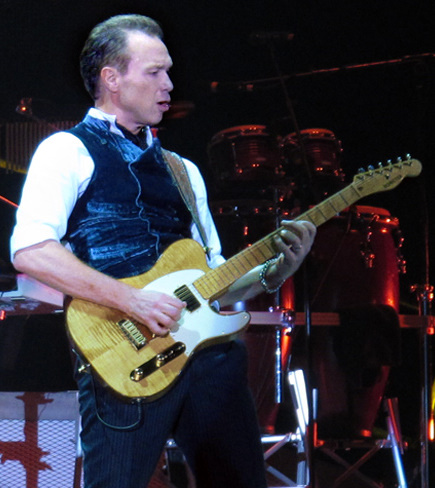
Гэри Кемп, автор песни.

В 1981 году гитарист и автор песен Spandau Ballet Гэри Кемп встретил солистку группы Altered Images Клэр Гроган и почувствовал «мгновенную связь», отчасти благодаря их разговорам о писателях. На его день рождения в том году она подарила ему экземпляр романа «Лолита» Владимира Набокова, который они обсуждали. Он планировал, что их отношения будут платоническими, поскольку у него уже была девушка, но он также конкурировал за её внимание с двумя другими мужчинами: актёром Джоном Гордоном Синклером, который снимался с ней в фильме «Девушка Грегори» (1981), и художником Дэвидом Бэндом, который создал обложки для релизов группы Altered Images; позже он сделает это для Spandau Ballet с синглом «Communication».
Первый альбом Spandau Ballet, Journeys to Glory, был выпущен в 1981 году. Он отражал их желание представлять клиентуру модного лондонского ночного клуба Blitz Kids и был ориентирован на то, что Кемп назвал «белой европейской музыкой диско». Их второй альбом, Diamond, имел успешную попытку фанка с его ведущим синглом «Chant No. 1 (I Don’t Need This Pressure On)», но в остальном разочаровал критиков своим более экспериментальным материалом. Неудачные результаты в чартах двух следующих синглов, «Paint Me Down» и «She Loved Like Diamond», привели к созданию ремикса на более попсовый трек «Instinction», который стал хитом № 10 в UK Singles Chart весной 1982 года. Этот подъём принёс Кемпу суровое осознание: публика ночных клубов, на которую изначально ориентировались Spandau Ballet, больше не интересовалась ими.
В 2013 году Кемп рассказал Джону Уилсону в интервью Mastertapes, что, поскольку им не удалось удержать первоначальную аудиторию, «возникло ощущение, что „нам нужно двигаться дальше“, и желание расширить круг слушателей». Впоследствии это вдохновило его на текст песни «True»: «Я купил билет в мир». Он внезапно почувствовал свободу сочинять поп-музыку, не заботясь о её танцевальности:11:15, что позволило ему больше сосредоточиться на мелодии. В 1984 году он сказал журналу Creem: «Впервые я пытался писать песни, которые были для меня эмоциональной разрядкой — я просто писал о себе и о том, что я чувствовал».

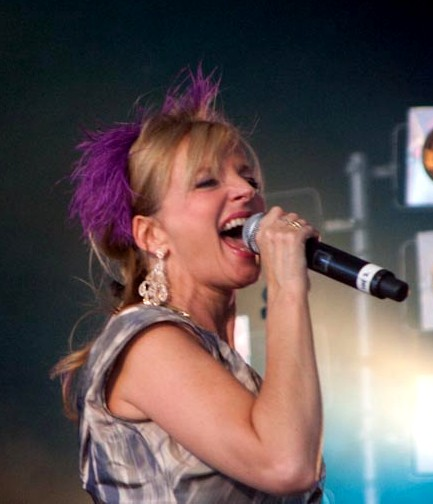
Гроган, Клэр (певица) (фото 2009 года) из Altered Images вдохновила на написание текста «True»

В процессе создания песен для следующего альбома группы Кемп в первую очередь слушал соул-исполнителей Марвина Гэя и Эла Грина. Его любовь к их музыке сильно повлияла на написание заглавного трека, вплоть до того, что он отдал должное Гэю, назвав его по имени:
Фраза «Слушаем Марвина всю ночь напролёт» — это отсылка ко мне и Стиву Норману, саксофонисту группы. Мы были большими соул-парнями: нам нравился журнал The Face и все эти глянцевые штучки, так что это была наша антирок-позиция. Чернильная пресса любила блюз и регги, потому что они были о страданиях. Они не любили соул, потому что он был ориентирован на желания, на танцы, ношение отличной одежды и секс. Они считали его бессодержательным. Так что упоминание Марвина Гэя было вызывающим заявлением, объединяющим нас с лондонской культурой соул-боев, восходящей к модам. А мне нравилось, как Mott the Hoople пели о T. Rex в «All the Young Dudes», поэтому я был рад, что в песне упоминается другой артист.
«„True“ — это о том, как трудно быть честным, когда пытаешься написать кому-то песню о любви», — позже признался Кемп. Отсюда: «Почему мне трудно написать следующую строчку?» В своей автобиографии 2009 года I Know This Much: From Soho to Spandau он объяснил, что даже передавая свои чувства в текстах песен, он «чувствовал себя скованным, стеснительным, поэтому я начал писать именно об этом: о страхе раскрыться, сказать в песне то, что было правдой». О своём увлечении, в котором ему было неловко признаться, он позже сказал The Daily Telegraph: «Я не хотел записывать это — потому что нет ничего более постыдного».

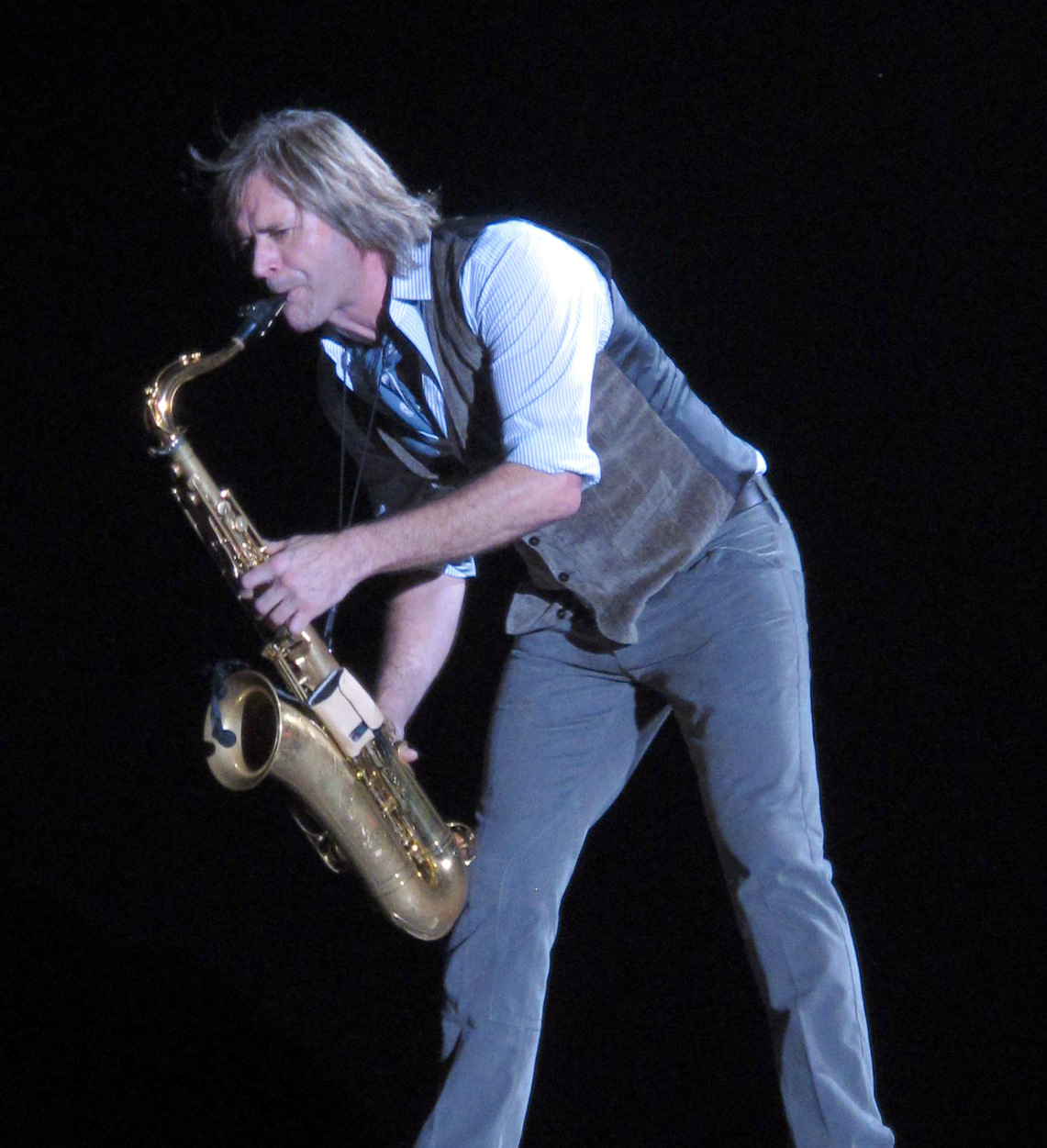
Саксофон Стива Нормана стал «звуком» альбома True

Переработав начальную строку Грина, Кемп решил, что песня будет сосредоточена не столько на том, что он знал о правде, сколько на вопросе о том, сколько правды он собирается рассказать. Он хотел использовать песню как способ рассказать Гроган о своих чувствах, выбирая фразы, которые никто другой не поймёт, и просмотрел экземпляр «Лолиты», который она ему дала. Он нашёл подчёркнутые фразы «таблетка на языке» и «приморские конечности», последнюю из которых он изменил для лирики «Возьми свои приморские руки и напиши следующую строку / О, я хочу, чтобы правда была известна». Разбирая другие фразы, он подумал: «Таблетка растворяется, не так ли? И таблетка пыталась растворить нервы, которые у меня есть, потому что я нервничаю, когда я с тобой или думаю о тебе». Он написал текст «С трепетом в голове и таблеткой на языке / Растворяю нервы, которые только начались». После того как он закончил писать песню, он почувствовал, что она была больше о процессе создания чего-то «с чувством голубоглазого соула», чем о Грогане.
Spandau Ballet уже выпустили два альбома и несколько синглов, но Кемп и его брат Мартин, басист группы, все ещё жили с родителями. Закончив работу над «True», Кемп спел и сыграл её на гитаре для Мартина, которому она понравилась и он решил, что она готова к записи. Когда Гэри исполнил её для остальных участников группы, ему аккомпанировал старый друг со времён учёбы в школе Dame Alice Owen's School, пианист Джесс Бейли. Кемп нашёл клавиатуру Rhodes Chroma, которая давала ему желаемый звук, и Бейли адаптировал гитарные аккорды Гэри так, чтобы он мог играть на новом полифоническом синтезаторе не только одиночные ноты.
Кемп писал в своей автобиографии, что «самым ловким музыкантом в группе» был Стив Норман, который играл на гитаре на дебютном альбоме Journeys to Glory, но на втором диске Diamond переключился на ударные инструменты. Они привлекли джаз-фанк группу Beggar & Co в качестве духовой секции на этом альбоме для таких треков, как «Chant No. 1», что вдохновило Нормана взяться за саксофон.

## Композиция
Кемп написал «True» в тональности соль мажор с темпом 98 ударов в минуту и аккордовой прогрессией G, Em9, CMaj9, Bm7. Песня модулирует в ми-бемоль мажор для соло саксофона, после чего возвращается в соль мажор. Норман рассказал The Guardian в 2012 году, что его соло состояло из двух дублей; в то время, когда группа начала работать над «True», он регулярно слушал хит Гровера Вашингтона-мл. и Билла Уизерса «Just the Two of Us», объясняя: «Соло — это ответ на него: при смене клавиш все просто взлетает, придавая песне момент восторга». Интерес к саксофону вышел за рамки «True» для Кемпа, который вспоминал, как, будучи подростками, они с Норманом оценили его использование в хитах Смоки Робинсона и Стиви Уандера и, в частности, в песне «Shame» американской певицы Evelyn «Champagne» King. Он считал, что этот инструмент олицетворяет соул-музыку и должен занять видное место на новом альбоме.

## Запись
Группа хотела записываться в студии Compass Point на Багамах, потому что там записывалась соул-музыка; Кемп также считал, что тропическая обстановка поможет придать музыке то ощущение, которого он пытался достичь. Они также решили обратиться за помощью в продюсировании того, что станет True, к Тони Свейну и Стиву Джолли, которые недавно работали с группами Bananarama и Imagination. Группа настолько оценила использование синт-баса в хитовом сингле последних «Body Talk», что попросила Суэйна сыграть на этом инструменте при записи «True» вместо Мартина Кемпа на электробасе. Рассказывая о том, как это изменение способствовало новому звучанию, которое они хотели получить, Кемп настаивал: «Мартин не возражал. Нам всем нравилось звучание синт-баса. Это было своё время, и в нём чувствовалось диско, фанк-соул. Мы пытались сделать ребрендинг в несколько ином направлении».
Бэк-вокал для песни был записан с помощью системы шумоподавления Dolby, но группа решила не использовать декодер, который убрал бы шипение из записи, потому что им нравилось звучание «воздушного, дышащего шипения сверху». Результат дал Кемпу ощущение того, что их ждёт успех: «Когда мы слушали запись в студии, все вдруг начали подпевать, дорожная команда и все остальные. Думаю, тогда мы поняли, что это номер 1» .
Вокал Тони Хэдли был записан со Стивом Джолли в студии Red Bus Studios в Паддингтоне после возвращения из Нассау. В своей автобиографии 2004 года «To Cut a Long Story Short» Хэдли написал: «Это довольно сложная песня с точки зрения фразировки и времени исполнения, и мы продержались целую вечность, прежде чем почувствовали, что у нас все получилось». Когда в 2017 году в интервью Professor of Rock его спросили о высокой ноте, которую он берёт во время исполнения «Oh, I want the truth to be said» в момент между соло на саксофоне и финальным припевом, он ответил: «Сейчас я не беру эту большую ноту в конце. Я просто приглушаю её». По плану песня должна была открываться только струнным синтезатором, но Суэйн был недоволен тем, как это звучало, и придумал использовать припев для начала без вокала. Кемп объяснил шести с половиной минутную продолжительность альбомной версии их любовью к готовому продукту с включённым вокалом.

## Обложка
Гэри Кемп попросил художника обложек группы Altered Images Дэвида Бэнда поработать со Spandau Ballet над дизайном нового альбома. Поскольку во время попыток ухаживать за солисткой группы Altered Images Клэр Гроган у обоих начался взлёт карьеры, они несколько раз вместе с Дэвидом отправлялись в поход в английский Озёрный край, чтобы скрыться от общего внимания. Кемп вспоминал: «Мы впервые начали вместе придумывать обложку для альбома True, когда были в горах, в одном из пабов, как-то вечером. Он рисовал в своём скетчбуке, и появился голубь, этот маленький голубь». Позже он добавил к нему очертания мужской головы в шляпе, которая понравилась группе; этот вариант был использован для обложки сингла «True». Его работы были названы «маркером стиля того времени, стиля с влиянием джаза, который также можно было увидеть в преувеличенном виде в стиле New Romantic». Кемп приписывает ему «умение придумывать простую, образную графику, которая задавала визуальный тон десятилетия». В 2012 году он сказал The Herald:
Я чувствовал, что Дэвид настраивается на что-то визуальное и графическое, что и так витало в воздухе. Но он был первым, кто это сделал. Дэвид задал тон определенному образу. Многие люди подхватили его. Он создавал что-то новое, что вдохновляло всех.
Кемп не знал о некоторых шуточках в адрес песни: «Наша дружелюбная сотрудница Джулия Маркус даже рассказала нам, что они с другом нагло нарисовали на туалете в здании театра Camden Palace голубя Spandau и слово True». В своей автобиографии «Pop Stars in My Pantry: A Memoir of Pop Mags and Clubbing in the 1980s» её друг, музыкальный журналист Пол Симпер, рассказал, что на самом деле под голубем было написано: «This Much Is Poo».

## Релиз и коммерческий успех
Когда работа над альбомом True была завершена, лейбл группы, Chrysalis Records, был доволен результатами и считал, что альбом будет успешным благодаря «Gold» и заглавной песне. Первый сингл, «Lifeline», был записан на студии Red Bus в августе 1982 года и выпущен 24 сентября. Он занял 7-е место в UK Singles Chart и последний раз появился там в конце ноября. Альбом был завершён в следующем месяце, но Кемп объяснил, что когда нужно было выбрать следующий сингл, менеджер группы Стив Даггер «не захотел выбирать балладу и посоветовал сначала что-нибудь в темпе. За „Communication“ проголосовала группа. Почему мы не выбрали сразу 'True' или 'Gold' в качестве следующего сингла, я точно не знаю. Возможно, мы чувствовали, что их успех будет автоматическим, и хотели приберечь их на потом, на время выхода альбома».

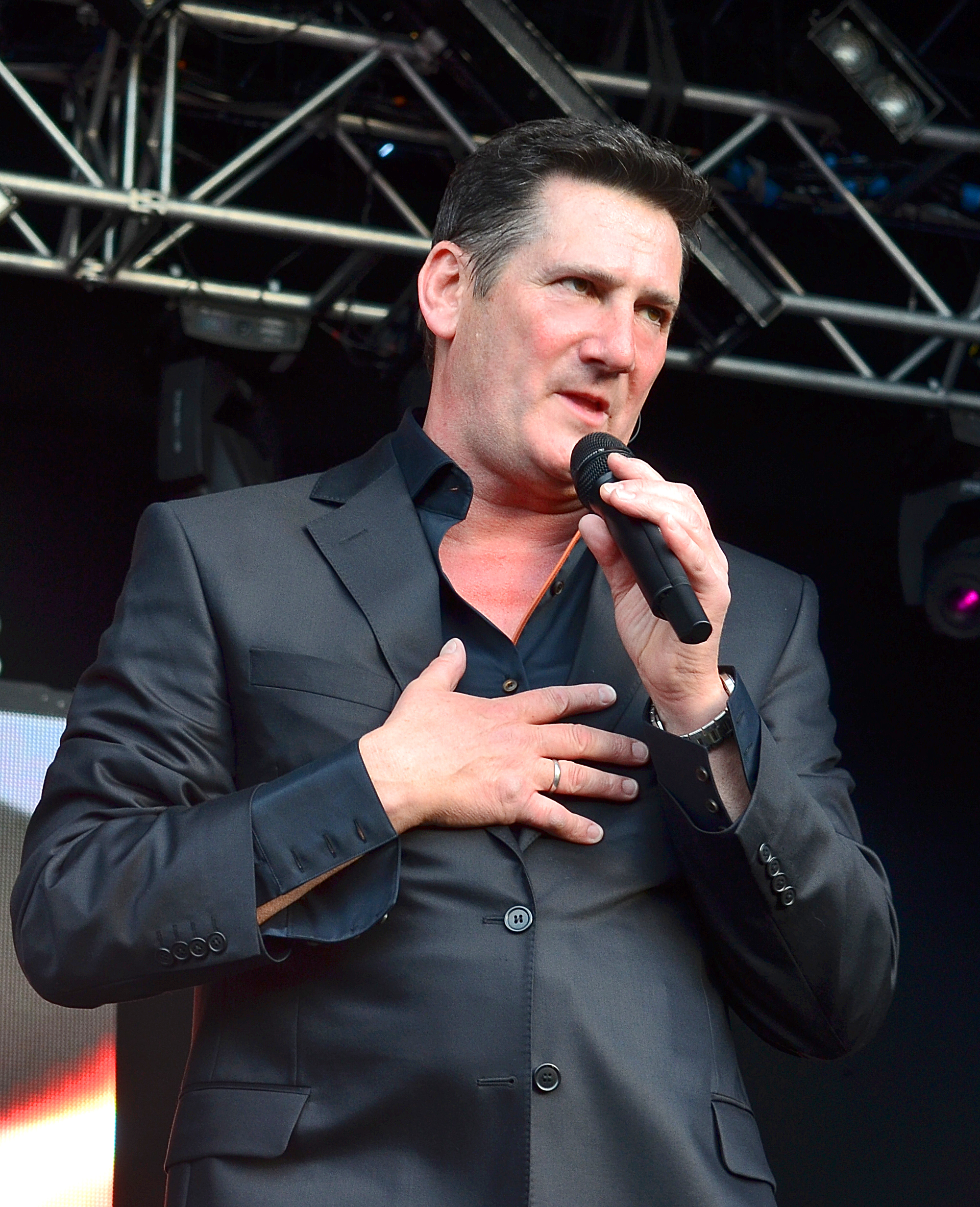
Тони Хэдли прошёл путь от скептического отношения к потенциалу песни до понимания того, что её внезапная популярность сделала неизбежным попадание в британский поп-чарт

Песня «True» вышла в начале февраля 1983 года, а альбом последовал за ней в Великобритании месяцем позже, дебютировав в британском чарте альбомов UK Albums Chart 12 марта, в ту же неделю «Communication» занял 12-е место. Кемп считает, что успеху «Communication» помешал тот факт, что «диджеи на радио вместо него ставили альбомный трек „True“». Хэдли вспомнил один случай, когда Саймон Бейтс из BBC Radio 1, только что поставивший альбомную версию «True» в эфире, прежде чем она стала синглом, и предсказавший своим слушателям, что она займёт первое место, когда это произошло, немедленно поставил её снова:19:16 Для Кемпа решение было принято за них: «По требованию публики, „True“ станет нашим следующим синглом».
Норман считал, что у группы было «дружеское соперничество» с Duran Duran: «В студии мы оставляли друг другу оскорбительные сообщения, шутки и карикатуры». Однако после выхода «True» в середине апреля 1983 года они оставили Spandau Ballet сообщение, в котором сообщили, что считают песню «фантастической». Несмотря на то, что Кемп на Багамах предчувствовал, что песня станет хитом, Хэдли даже не думал, что она будет выпущена в качестве сингла. В 2014 году он сказал, что не считает эту песню их лучшей — ему больше нравится песня 1986 года «Through the Barricades» — и что его до сих пор смущают такие слова, как «Head over heels when toe to toe», заключив: «Но потом, я полагаю, мы выросли на Дэвиде Боуи и Roxy Music. „Virginia Plain“ — о чем это? Половина песен Боуи, я не могу сказать вам, о чем они. В песне „True“ вы должны сами создать образ». В своей автобиографии, говоря о своём первоначальном скептицизме, он признался: «Никто не был удивлён больше меня, когда она стала нашим самым большим хитом».
За день до того, как Spandau Ballet узнали, что «True» достиг первого места в британском чарте синглов UK Singles Chart в конце апреля, они услышали, что сингл был продан тиражом более 60 000 копий за один день, а их ближайшие конкуренты продали только треть от этого количества. Они были на гастролях в Шеффилде, когда Даггер услышал сообщение об их достижении в чарте, поэтому он позвонил в отель, чтобы сообщить им новость. Кемп поговорил с ним, взволнованно разбудил барабанщика Джона Кибла, с которым он жил в одном номере, чтобы сообщить новость, и пробрался в номер Хэдли, чтобы обрызгать его шампанским. Вспоминая, как Кибл в честь праздника катал по коридору отеля тележку для обслуживания номеров, Хэдли признал, что они «все были в приподнятом настроении», но бурная деятельность казалась «немного плоской» в свете их недавнего успеха. Его удивление по поводу выбора песни в качестве сингла уступило место уверенности в том, что она займёт первое место в чартах: «У неё был такой импульс, что возникало непреодолимое чувство: как это может не быть номером 1?».
Помимо 4 недель пребывания на первом месте в UK Singles Chart «True» также достигла первого места в поп-чартах Канады и Ирландии и вошла в топ-10 в нескольких других странах. В мае 1983 года она получила золотой сертификат от Британской ассоциации производителей фонограмм за продажи полумиллиона единиц и заняла 6-е место в списке самых продаваемых песен Великобритании в том году. В 2011 году она получила награду BMI как одна из самых проигрываемых песен в истории США с 4 миллионами прослушиваний. 22 июля 2022 года она получила платиновый сертификат от BPI за 600 000 единиц.

## Отзывы
Когда Бетти Пейдж обозревала альбом True для журнала Record Mirror, то она написала в рецензии: «Кемп доказывает, что он неженка, вне всяких сомнений, с финальным треком „True“, сентиментальным эпиком „Я просто бедный мальчик“, с рукой на сердце». Её коллега из журнала, Даниэла Соаве, была менее двусмысленной в своей рецензии на сингл, назвав его «подлинной жемчужиной песни, которая заслуживает быть на первом месте» и резюмируя: «Достаточно сказать, что „True“ заставляет вас растаять. Сентиментальные, но не слякотные, тёплые, но не удушающие, Spandau Ballet попали точно в цель и сделали это абсолютно правильно».
Некоторые из ретроспективных отзывов были комплиментарными. В 2009 году Тим Райс написал в журнале The Spectator, что песня была «гигантом своего времени и остаётся стандартом сегодня». В 2015 году Питер Ларсен написал для The Orange County Register, что формула группы по добыче «жилы душевности с оттенком ностальгии и романтики» «достигла совершенства» в этом треке, описав его как «единственную песню Spandau Ballet, которую все знают… Это действительно идеальная песня, такая же трогательная сегодня, как и раньше». Ян Гиттинс из The Guardian привёл её в качестве примера «ловкого, удобного для чартов плечевого соула» группы, назвав «True» «могущественной пауэр-балладой».
Стюарт Мейсон из AllMusic смешал негативные комментарии с положительным обзором:
Склонность Тони Хэдли к вокальной театральности здесь сдерживается и находится под контролем, за исключением продолжительного затухания, когда его знакомое причитание наконец вырывается на свободу; однако в первые три-четыре минуты он демонстрирует самое нюансированное и эмоциональное выступление в своей карьере. Точно так же саксофон Стива Нормана наконец-то, почти единственный раз за всю карьеру группы, нашел хорошее применение в его мелодичном и хорошо поставленном соло. Конечно, «True» — это полноценный лидер хит-парадов, но это действительно очень хороший лидер.

## Музыкальное видео и стиль
Когда Spandau Ballet снимались для клипа «Lifeline», Кемп признал, что одежда, которую они носили, была «унылой», и что переход к поп-музыке оставил их «в ситуации, когда они не знали, что надеть». В связи с предстоящим туром по Европе они почувствовали необходимость обновить свой стиль и встретились со старым другом из Сохо, Крисом Салливаном, чтобы получить рекомендации, так как они чувствовали себя не в курсе последних тенденций. Они хотели единообразия и остановились на костюмах, так как в то время их никто не носил. Салливан представил им эскизы своих идей, и Кемп описал образ, на котором они остановились, и его долгосрочное влияние на их имидж: «Он придумал идею азартного ганфайтера, что-то вроде Уайетта Эрпа и City Boy; пять вест-энденцев с Дикого Запада. И в хорошей ковбойской моде это должно было навсегда заклеймить нас [этим имиджем]».
Для клипа «True» группа надела вариацию этого образа и взяла с собой только свои инструменты на пустой сцене. Оригинальное видео включало в себя серию сцен, снятых в чёрно-белом формате, с участием молодого человека, который проходит путь от страдания, бродя по улицам города, до ликования, когда к нему присоединяются анимационные изображения человека и голубя с обложки альбома. Доминик Анчиано сделал анимацию, которая не понравилась группе и её решили не использовать. Когда Кемп говорил с журналом Creem в 1984 году, он подытожил версию, в которой была показана только группа, сказав: «Я не хотел диктовать, каким должно быть [видео]. Я уверен, что когда люди слышат эту запись, у них есть своё представление о том, что она означает и как выглядит. Так что мы просто исполнили его и хорошо осветили — стреляя светом через воду и разбитое стекло — и это сработало». Хотя Кемп не указан как исполнитель фортепиано в песне, в клипе он играет на гитаре, а брат Мартин — на синтезаторном басу, хотя для студийной записи его заменил Суэйн .

## Чарты
| Чарт (1983)                           | Высшая позиция |
| ------------------------------------- | -------------- |
| Австралия (Kent Music Report)         | 4              |
| Бельгия/Фландрия (Ultratop 50)        | 9              |
| Великобритания (OCC UK Singles)       | 1              |
| Ирландия (IRMA)                       | 1              |
| Испания (AFYVE)                       | 3              |
| Канада (RPM Top Singles)              | 1              |
| Канада (RPM Adult Contemporary)       | 5              |
| Нидерланды (Dutch Top 40)             | 4              |
| Нидерланды (Single Top 100)           | 5              |
| Новая Зеландия (Recorded Music NZ)    | 4              |
| США (Billboard Hot 100)               | 4              |
| США (Billboard Adult Contemporary)    | 1              |
| США (Billboard Mainstream Rock)       | 34             |
| США (Billboard Hot R&B/Hip-Hop Songs) | 76             |
| США Cash Box Top 100 Singles          | 4              |
| ФРГ (GfK)                             | 9              |
| Франция (IFOP)                        | 10             |
| Швейцария (Schweizer Hitparade)       | 5              |
| ЮАР (Springbok Radio)                 | 21             |

| Чарт (1983)                         | Позиция |
| ----------------------------------- | ------- |
| Австралия (Kent Music Report)       | 43      |
| Бельгия (Ultratop 50 Flanders)      | 86      |
| Великобритания (UK Singles, Gallup) | 6       |
| Канада (Top Singles, RPM)           | 19      |
| Нидерланды (Dutch Top 40)           | 49      |
| Нидерланды (Single Top 100)         | 62      |
| Новая Зеландия (Recorded Music NZ)  | 28      |
| США Billboard Hot 100               | 92      |
| США Cash Box Top 100 Singles        | 34      |

## Сертификации
| Регион | Сертификация | Продажи |
| --- | ------------ | ------- |
| Австралия (ARIA) | Золотой      | 35 000^ |
| Великобритания (BPI) | Платиновый   | 600 000 |
| Канада (Music Canada) | Золотой      | 50 000^ |
| Новая Зеландия (RMNZ) | Платиновый   | 20 000* |
| * Данные о продажах приведены только на основе сертификации. · ^ Данные о тиражах приведены только на основе сертификации. · Данные о продажах + прослушиваниях приведены только на основе сертификации. |              |         |